# Ульріх Конс
Ульріх Конс (нім. Ulrich Kons, 3 лютого 1955) — німецький академічний веслувальник.
Олімпійський чемпіон 1980 року в складі вісімки.
Чемпіон світу 1977 (вісімки), 1982 (розпашні четвірки зі стерновим) років.